# Уейн (окръг)
Вижте пояснителната страница за други значения на Уейн.
Окръг Уейн (на английски: Wayne County) е окръг в щата Юта, Съединени американски щати. Площта му е 6388 km², а населението – 2702 души (2016). Административен център е град Лоа.